# Angel Beats! 1st Beat
Angel Beats! (エンジェルビーツ!, Enjeru Bītsu!) é um romance visual episódico japonês desenvolvido pela Key para PCs com Windows. O jogo é baseado na série de anime Angel Beats! De 2010, originalmente concebida por Jun Maeda, e também adapta cenas do anime. O primeiro dos seis volumes planejados, intitulado Angel Beats! 1st Beat, foi lançado em 26 de junho de 2015, com classificação para todas as idades. Uma versão em inglês do 1st Beat foi anunciada para estar em desenvolvimento. A história se passa na vida após a morte e se concentra em Otonashi, um menino que perdeu suas memórias de sua vida depois de morrer. Ele está matriculado na escola da vida após a morte e conhece uma garota chamada Yuri, que o convida para se juntar ao Afterlife Battlefront - uma organização que ela lidera que luta contra Deus. A luta Battlefront contra o presidente do conselho estudantil Angel, uma garota com poderes sobrenaturais.
A jogabilidade em Angel Beats! segue uma linha de enredo ramificada interativa com vários cenários. Originalmente concebido para ser um jogo de RPG, Maeda acabou cedendo em transformá-lo em um jogo de aventura de romance visual. Ao projetar o jogo, Maeda não quis incluir escolhas para o jogador que não teriam um efeito significativo, então as escolhas dadas foram focadas para ter um efeito na trama e nas interações do personagem. Um revisor notou que a estrutura do jogo o faz parecer mais um jogo em comparação com outros jogos de aventura lançados na mesma época, que têm menos opções disponíveis para o jogador e enredos menos divergentes. 1st Beat foi classificado como o jogo para PC mais vendido no Japão na época de seu lançamento, e ficou no top 50 nacional mais duas vezes depois disso.

## Jogabilidade

Diálogo médio e narrativa em Angel Beats! retratando o personagem principal Otonashi conversando com Iwasawa, Yuri e Yusa (respectivamente)

Angel Beats! é um romance visual sobrenatural em que o jogador assume o papel de Yuzuru Otonashi. Grande parte do jogo é gasto na leitura da narrativa e do diálogo da história. O texto no jogo é acompanhado por sprites de personagens, que representam com quem Otonashi está falando, sobre a arte de fundo. Ao longo do jogo, o jogador encontra obras de arte em CG em certos pontos da história, que tomam o lugar da arte de fundo e dos sprites dos personagens. Angel Beats! segue uma linha de enredo ramificada com vários finais e, dependendo das decisões que o jogador toma durante o jogo, o enredo irá progredir em uma direção específica.
Cada volume possui uma série de tramas que o jogador terá a chance de vivenciar. O primeiro volume, 1st Beat, tem três linhas de enredo e os volumes subsequentes cobrirão o resto das rotas dos personagens. Ao longo do jogo, o jogador tem várias opções para escolher e a progressão do texto pausa nesses pontos até que uma escolha seja feita. Para ver todas as linhas do enredo em sua totalidade, o jogador terá que repetir o jogo várias vezes e escolher diferentes opções para levar o enredo a uma direção alternativa. 1st Beat inclui 200 conquistas ocultas.

## Enredo
Angel Beats! é ambientado em um mundo após a morte, que atua como um limbo onde os mortos aprendem a desistir de quaisquer apegos remanescentes da vida antes de morrer. Os que estão neste limbo podem comer, sentir dor e até morrer novamente, apenas para acordar mais tarde sem ferimentos. Objetos não presentes originalmente neste mundo podem ser criados a partir da sujeira, dependendo da familiaridade com que estão vivos. No caso de armas, isso pode variar de armas brancas simples a armas de fogo e explosivos mais complexos. Além disso, programas de computador podem ser usados para criar uma realidade mista, como quando Kanade cria seus poderes sobrenaturais por meio de um programa chamado Angel Player.
A protagonista Otonashi e os outros personagens são alunos de uma escola secundária habitada por um grande número de alunos e professores "normais" chamados de " personagens não-jogadores " que não são humanos, mas parecem e representam o papel. Dentro da escola, os personagens costumam se reunir no escritório do diretor - sede da Afterlife Battlefront (死んだ世界戦線, Shinda Sekai Sensen, (SSS))  da Afterlife Battlefront (死んだ世界戦線, Shinda Sekai Sensen, (SSS)) a Afterlife Battlefront (死んだ世界戦線, Shinda Sekai Sensen, (SSS)) , uma organização que luta contra Deus pelos destinos cruéis que os membros do SSS experimentaram na vida. No SSS, há uma banda feminina chamada Girls Dead Monster que atua como uma diversão durante as missões, e uma organização subterrânea chamada Guild que produz armas em massa e as fornece ao SSS.
Otonashi é convidado a ingressar no SSS por seu fundador e líder Yuri Nakamura. O SSS luta contra Kanade Tachibana, também conhecido como Angel, o presidente do conselho estudantil da escola após a morte, cujas responsabilidades exigem que ela suprima as atividades perturbadoras da equipe. Embora o SSS inicialmente veja Kanade como seu inimigo, Otonashi eventualmente se torna amiga dela e ela se junta ao SSS. Depois disso, Otonashi começa a ajudar os outros membros do SSS a superar qualquer arrependimento que tiveram na vida para que possam seguir em frente. No processo, Otonashi se aproxima dos outros personagens à medida que aprende mais sobre eles. Embora a história contenha tramas românticas entre Otonashi e cada uma das heroínas, o passado e os conflitos dos personagens não têm o objetivo de simplesmente animar os elementos românticos, mas também fornecer um significado que vai além do romance.

## Desenvolvimento e lançamento
Após a conclusão do Angel Beats! série de anime para televisão em junho de 2010, Jun Maeda mencionou durante uma palestra na Universidade de Kyoto em novembro de 2010 que começou a escrever o cenário para uma possível adaptação de videogame. Maeda continuou a desenvolver o projeto, embora tenha priorizado outros trabalhos em que estava envolvido na época, o que levou ao anúncio do jogo em setembro de 2013. Takahiro Baba, o presidente da VisualArt, decidiu dividir o jogo em vários volumes, apesar das dúvidas e oposição de Maeda à ideia, mas Baba disse que assumiria a responsabilidade por qualquer crítica dos fãs. Uma das razões para múltiplos volumes foi com o grande número de personagens e escala de Angel Beats! A história ' Baba achou que levaria pelo menos cinco anos para ser concluído se esperassem para lançá-lo como um único jogo. Baba também sentiu que um tempo de jogo excessivamente longo poderia ser evitado dividindo o jogo em vários volumes.
Maeda lidera a equipe de produção como designer do jogo e uma das escritoras de cenários. Dois escritores adicionais incluem Kai, que anteriormente contribuiu no cenário do jogo Clannad de Key de 2004, e Leo Kashida, que trabalhou no cenário do jogo Tomoyo After: It's a Wonderful Life de 2007 e o jogo Little Busters! . Além de cada escritor ser responsável pelos cenários de certos personagens, Maeda também complementa os cenários escritos por Kai e Kashida, conduzindo a escrita em um esforço colaborativo. Ao projetar a linha de enredo ramificada do jogo e as escolhas que o jogador pode fazer, Maeda não quis incluir escolhas para o jogador que não teriam um efeito significativo, então as escolhas dadas foram projetadas para ter um efeito no enredo e nas interações do personagem. Baseada principalmente no Angel Beats! anime, o primeiro volume cobre até o nono episódio do anime, incluindo conteúdo exclusivo para o jogo, antes de divergir nas rotas individuais dos personagens. O enredo foi projetado para divergir durante as cenas de eventos especiais acompanhadas por arte em CG e cenas normais antes de convergir novamente. Maeda originalmente queria fazer Angel Beats! um jogo de RPG em oposição a um jogo de aventura de romance visual, embora Maeda tenha sido capaz de incluir minijogos apesar das repetidas objeções de Baba. Maeda também sentiu que os volumes deveriam ter sido lançados primeiro no PlayStation Vita .
Na-Ga, que já havia fornecido os designs de personagens originais para o Angel Beats! anime, também criou os designs para personagens introduzidos no jogo, bem como algumas das artes dos personagens. Vários outros artistas trabalham sob a supervisão de Na-Ga para diminuir o tempo de lançamento entre os volumes. Muito do foco em Angel Beats! está em uma grande quantidade de arte em CG: o primeiro volume sozinho tem tantos CGs quanto Clannad, de acordo com Baba, o que ele achou estranho.  Avaliado para todas as idades e dividido em seis volumes, Baba originalmente pretendia que o cronograma de lançamento entre os volumes fosse de cerca de seis meses. O primeiro volume é planejado para ter a maior parte do conteúdo, e a instalação de volumes subsequentes no mesmo computador substitui certas cenas no volume um.

### Lista de volume
| Nu. | Título                 | Rotas de personagens            | Designers de personagens                                        | Data de lançamento original |
| --- | ---------------------- | ------------------------------- | --------------------------------------------------------------- | --------------------------- |
| 1 | Angel Beats! 1ª batida | Yui, Masami Iwasawa, Matsushita | Na-Ga, Nazuki Fuei, Yūnon Nagayama, Juri Sakuraba, Falco Suzuki | 26 de junho de 2015         |
| Uma demonstração gratuita do primeiro volume tornou-se disponível para download no site oficial da Key em 15 de maio de 2015. Enquanto 1st Beat foi originalmente planejado para ser lançado em 29 de maio de 2015, o jogo foi lançado posteriormente em 26 de junho de 2015, como uma versão de edição limitada para PCs com Windows . A edição limitada veio junto com um guia oficial de 36 páginas intitulado Shinda Sekai Sensen Katsudō Hōkokusho (死んだ世界戦線活動報告書, Afterlife Battlefront Activity Report) , um álbum de música intitulado Holy, um CD contendo gravações exclusivas do programa de rádio da Internet Angel Beats! SSS Radio, uma montanha-russa de borracha, três cartas raras do jogo móvel Angel Beats! Operation Wars e um cartão promocional de cada um dos jogos de cartas colecionáveis Weiß Schwarz e ChaosTCG. Um patch de jogo para 1st Beat foi lançado em 10 de julho de 2015. Uma versão oficial em inglês do 1st Beat foi anunciada para estar em desenvolvimento em 2016. |                        |                                 |                                                                 |                             |

## Música
A música apresentada no romance visual é retirada de dois álbuns e dois singles originalmente lançados para o anime: The Angel Beats! Trilha sonora original, Keep The Beats!, " Crow Song " e " Last Song ". Angel Beats! 1st Beat tem três temas musicais: um tema de abertura e dois temas de encerramento. O tema de abertura é “Canção do Coração” de Lia . O primeiro tema de encerramento é "Subete no Owari no Hajimari" (すべての終わりの始まり)  por Suzuyu, e é usado para os cenários de Iwasawa e Matsushita. O segundo tema de encerramento é "Ichiban no Takaramono (Yui ver.)" (一番の宝物)  por LiSA, e é usado para a rota de Yui. 1st Beat também contém seis músicas inseridas: "Crow Song", "Hot Meal", "Alchemy" e "My Song" de Marina ; e "Thousand Enemies" e "My Soul, Your Beats! (Gldemo Ver.) "Por LiSA. O single contendo "Heartily Song" e "Subete no Owari no Hajimari" foi lançado em 1º de abril de 2015. Aqueles que encomendaram a edição limitada de 1st Beat receberam um single exclusivo intitulado "Million Star" de Girls Dead Monster. Um álbum de arranjos de piano da trilha sonora do jogo intitulado Holy veio junto com o lançamento da edição limitada de 1st Beat em 26 de junho de 2015.

## Recepção
Em 2015, Angel Beats! 1st Beat classificou-se quatro vezes entre os dez primeiros em pré-vendas nacionais de jogos para PC no Japão. As classificações estavam em 7º lugar em fevereiro, 5º em março e duas vezes em 1º em abril e maio. 1st Beat ficou em primeiro lugar em termos de vendas nacionais de jogos para PC no Japão em junho de 2015, e novamente classificado entre os 50 jogos para PC mais vendidos no Japão, em 5º lugar em julho e em nº 20 em agosto de 2015. A revista de videogame japonesa PCpress relatou que 1st Beat vendeu mais do que qualquer jogo para PC no Japão no primeiro semestre de 2015.  1st Beat estreou como o jogo nº 1 vendido em Getchu.com, um importante redistribuidor de romance visual e produtos domésticos de anime, durante o mês de seu lançamento, e em 12º lugar em julho. O jogo seria o quarto jogo vendido no primeiro semestre de 2015 no Getchu.com.
Em uma análise no Famitsu.com por Taiga Asaba, Angel Beats! 1st Beat é descrito como não apenas complementando o anime em que se baseia, mas usando os personagens e o cenário para produzir uma história totalmente nova, que cria um charme separado em torno das versões separadas da história. Asaba observa que o tema da família já presente no anime é expandido no jogo para cada um dos personagens. Com relação à mecânica do jogo, Asaba achou bastante difícil seguir as rotas específicas dos personagens, observando que uma pequena mudança em como divergir o enredo resulta em grandes mudanças nos personagens. Asaba escreve que sua estrutura de jogo faz com que pareça mais um jogo em comparação com outros jogos de aventura lançados na mesma época, que têm menos opções disponíveis para o jogador e enredos menos divergentes.